# 1636
1636 (MDCXXXVI) var ett skottår som började en tisdag i den gregorianska kalendern och ett skottår som började en fredag i den julianska kalendern.

## Händelser

### Februari

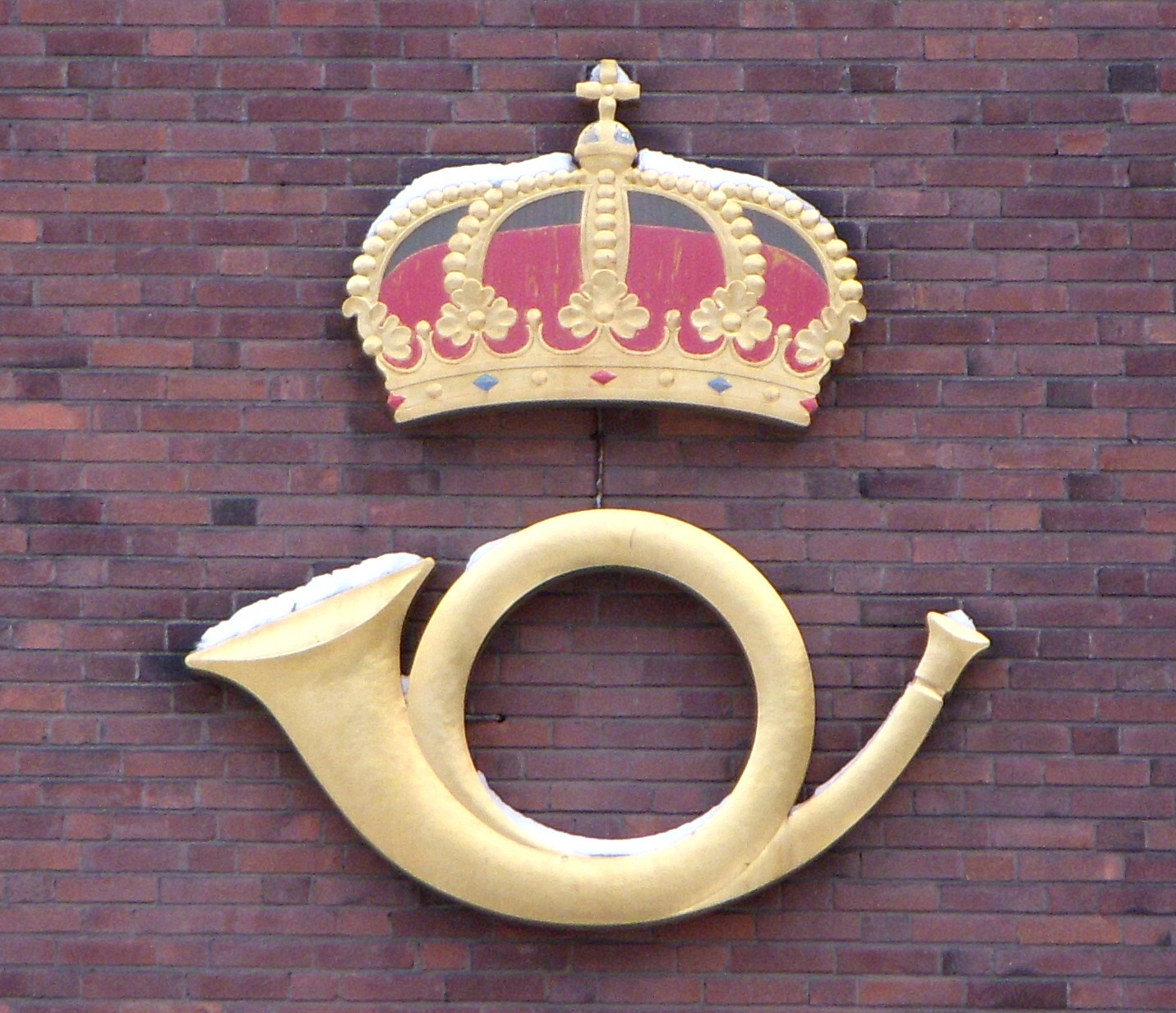
Svenska Posten.

- 20 februari – Den svenska postföringen ordnas genom att Svenska Postverket grundas. Mot skattefrihet skall vissa bönder låta sina drängar förmedla posten.

### Juli
- Juli – Axel Oxenstierna återvänder till Sverige.

### September
- 18 september – Harvard University, USA:s äldsta universitet, grundas.[1]
- 24 september (GS) - Svenskarna under Johan Banér besegrar kejsarens trupper i slaget vid Wittstock i norra Brandenburg.

### Okänt datum
- Frankrike förklarar kejsaren krig och bistår Sverige med ytterligare en subsidietraktat, resultat av Axel Oxenstiernas besök i Frankrike.
- Änkedrottningen Maria Eleonora av Brandenburg fråntas vårdnaden om drottning Kristina. Kristina fostras istället hos sin faster Katarina Vasa på Stegeborgs slott.
- Johannes Messenius avlider efter nära 20 år i fängelse.
- För att öka kronans tullintäkter förbjuds alla sjöstäder norr om Stockholm och Åbo att idka utrikeshandel. Detta kallas "Det bottniska handelstvånget".
- Arkitekten Nicodemus Tessin den äldre bosätter sig i Sverige.
- Fermats lilla sats formuleras.
- Martin Laimbauer, bondeledare, avrättas.
- Tullverket grundas officiellt.

## Födda
- 23 oktober – Hedvig Eleonora av Holstein-Gottorp, drottning av Sverige 1654–1660, gift med Karl X Gustav.
- 2 november – Edward Colston, brittisk slavhandlare.
- 6 november – Henrietta Adelaide av Savojen, politiskt aktiv kurfurstinna av Bayern.
- 26 december – Justine Siegemundin, tysk barnmorska och författare.

## Avlidna
- 1 januari – Dodo Knyphausen, tysk militär i svensk tjänst.
- 3 februari – Petrus Kenicius, svensk ärkebiskop sedan 1609.
- 17 september – Stefano Maderno, italiensk skulptör.
- 20 december – Louyse Bourgeois, fransk barnmorska och författare i förlossningskonst.

### Fotnoter
1. ↑  Det hände i dag[bättre källa behövs]